# Ivan Yuen
Ivan Yuen, né le 15 septembre 1990 à Penang, est un joueur de squash professionnel représentant la Malaisie. Il atteint en mars 2017, la 40e place mondiale, son meilleur classement. Il est champion de Malaisie à quatre reprises consécutives de 2017 à 2020.

## Biographie
Depuis 2007 sur le circuit, Ivan Yuen fait des débuts prometteurs avec une finale des championnats du monde junior en 2009 face à Mohamed El Shorbagy. Il se consacre ensuite aux études qu'il achève début 2016 et se met alors au squash à plein temps sous la férule de Ong Beng Hee.

## Palmarès

### Titres
- Championnats de Malaisie: 4 titres (2017-2020)
- Championnats d'Asie par équipes : 2021

### Finales
- Open de Pittsburgh : 2017
- Championnats du monde junior : 2009